# Concerto pour violoncelle no 2 de Saint-Saëns

Le Concerto pour violoncelle no 2 en ré mineur, op. 119, est un concerto pour violoncelle et orchestre composé par Saint-Saëns en 1902 pour le violoncelliste hollandais Joseph Hollman. Ce second concerto est plus virtuose que le premier, écrit trente ans avant. Il a été créé à Paris le 5 février 1905.
L'accueil fut alors plutôt mitigé et il reste moins connu que son premier concerto.

## Structure
Ce concerto est en deux mouvements :
1. Allegro moderato e maestoso
2. Andante sostenuto.

Le premier mouvement est de forme sonate. Cet allegro se termine par une montée chromatique d'harmoniques comme dans le premier concerto.
Le second mouvement est une prière, en mi bémol majeur avec une simple forme ternaire.
C'est un moto perpetuo en sol majeur. Il se termine abruptement par une cadence suivi par un rappel en majeur du premier mouvement, et une coda.

## Discographie
- Lynn Harrell (violoncelle) et Riccardo Chailly (Berlin Radio Symphony Orchestra). Decca, 1986
- Steven Isserlis (violoncelle) et Christoph Eschenbach (North German Radio Symphony Orchestra). RCA Victor 1993
- Maria Kliegel (violoncelle) et Jean-François Monnard (Bournemouth Sinfonietta). Naxos 1995
- Torleif Thedéen (violoncelle) et Jean-Jacques Kantorow (Tapiola Sinfonietta). Bis, 1998
- Jamie Walton (violoncelle) et Alex Briger (Philharmonia Orchestra). (avec le Concerto n°1). Quartz 2006
- Jérôme Pernoo (violoncelle) et Nicolas Chalvin (Orchestre de Bretagne). Timpani 2010
- Pieter Wispelwey (violoncelle) et Seikyo Kim (Orchestre Symphonique des Flandres) (avec Édouard Lalo, Concerto en ré mineur, Hector Berlioz, Scène d'amour). Onyx Classics 2013
- Laszlo Varga (violoncelle) et Siegfried Landau (Westphalian Symphony Orchestra). 2 CD Vox 2014
- Christine Walevska (violoncelle) et Eliahu Inbal (Orchestre philharmonique de Monte-Carlo). (avec le Concerto n°1). Decca 2016
- Truls Mørk (violoncelle) et Neeme Järvi (Orchestre philharmonique de Bergen), (avec le Concerto n°1). SACD Chandos, 2016.